# Prodidomus nigricaudus
Prodidomus nigricaudus là một loài nhện trong họ Gnaphosidae.
Loài này thuộc chi Prodidomus. Prodidomus nigricaudus được Eugène Simon miêu tả năm 1893.